# Emmanuel Bex
Emmanuel Bex (Caen, 8 juni 1959) is een Franse jazzorganist.

## Biografie
Bex bezocht de conservatoria van Caen, Parijs en Bordeaux, waar hij muziektheorie, klassieke piano en fagot studeerde. Nadat hij Bernard Lubat en Eddy Louiss had ontmoet, stapte hij over naar het hammondorgel in 1983. In 1984 ontving hij de SACEM-compositieprijs. In de volgende jaren werkte hij met muzikanten als Barney Wilen, Babik Reinhardt, Christian Escoudé, Philip Catherine, Aldo Romano en Louis Winsberg. In 1988 formeerde hij zijn eerste trio op. daarnaast trad hij op met o.a. Ray Lema, Gérard Pierron en Romain Didier. In 1991 richtte hij het kwintet BEX'tet op. Na verschillende albums als orkestleider en solist nam hij in 2006 een cd op met de Braziliaanse zangeres Mônica Passos. Met Denis Badault (piano) en Andy Emler (synthesizer) vormde hij een keyboardtrio. In 2007 componeerde hij Esperanto Cantabile voor hammondorgel en symfonieorkest.

## Onderscheidingen en prijzen
De Académie du Jazz heeft hem in 1995 de Prix Django Reinhardt toegekend. Met de groep BFG (Bex/Ferris/Goubert) ontving hij de Grote Prijs van de Academie Charles Cros in 2000 en de Gouden Django in 2003. Hij ontving ook de Prix Boris Vian.

## Discografie
- 1986: At Duc Des Lombards met Christian Escoudé, Bruno Ziarelli
- 1988: Triple Idiome
- 1991: Enfance met Yves Brouqui, Guillaume Naturel, Guillaume Kervel, Olivier Renne
- 1993: Organique
- 1997: Steel Bex met Guillaume Kervel, Xavier Jouvelet, Olivier Renne
- 1998: Pee Wee Music met Biréli Lagrène, André Ceccarelli, Philip Catherine, Aldo Romano, Claude Barthélémy, Stéphane Buchard
- 1998: A Tribute to Wes Montgomery met Fabio Zeppetella, Roberto Gatto
- 1999: 3 met Bireli Lagrene, André Ceccarelli, Claude Barthélémy, Stéphane Huchard, Philip Catherine, Aldo Romano
- 1999: Mauve met Stéphane Huchard, Jean-Philippe Viret, Jérôme Barde, DJ Shalom, Patrick Bebey, Myriam Betty, François Verly, Jaco Largent, Xavier Jouvelet, Erwan Lekeravec, François Laizeau, Marc-Michel Lebévillon
- 2001: Here & Now! met Glenn Ferris, Simon Goubert
- 2002: Jazz Z met Jean-Philippe Viret, Aldo Romano
- 2004: Coversinging with Melody, soloalbum
- 2005: Bizart Trio: Hope met Francesco Bearzatti, Aldo Romano, Enrico Rava
- 2006: Organsong met Mônica Passos, Jérôme Barde, Frédéric Monino, François Laizeau
- 2009: Pietro Tonolo, Flavio Boltro, Emmanuel Bex, Joe Chambers The Translators
- 2017: Fabio Zeppetella, Emmanuel Bex, Géraldine Laurent, Roberto Gatto Chansons!
- 2019: Emmanuel Bex, Philip Catherine & Aldo Romano La belle vie

- Bibliothèque nationale de France: cb13891483p (data)
- Gemeinsame Normdatei: 1138380725
- International Standard Name Identifier: 0000 0000 1009 7492
- Library of Congress Control Number: n2017071711
- Nationale Bibliotheek van Letland: 000037811
- MusicBrainz: e84cd99f-199a-4615-b035-33d22c7b1092
- Système universitaire de documentation: 080714765
- Virtual International Authority File: 46945609